# Boris Ljubičić
Boris Ljubičić (Sinj, 1945.) hrvatski dizajner, višestruko nagrađivan, poznat po upornom zalaganju za promicanje hrvatskog identiteta temeljenog na "kockicama"; također autor izmjenično postavljenih kvadrata ili popularno zvanih "kockica"; poznat i po umjetničkom djelovanju koje kombinira grafički dizajn i performans.

## Životopis
Boris Ljubičić diplomirao je 1968. slikarstvo na Likovnoj akademiji u Zagrebu, te se potom profesionalno usavršavao u Finskoj, Irskoj, Velikoj Britaniji, Francuskoj, Italiji, Nizozemskoj, Izraelu i Japanu. Prvi značajan projekt koji je napravio bio je vizualni identitet VIII. Mediteranskih igara u Splitu 1979. godine. Znak kojega je dizajnirao Ljubičić – tri bijela kruga uronjena u more, na plavoj podlozi – usvojen je kao trajni simbol za sve mediteranske sportske igre. Godine 1987. osniva vlastiti studio, Studio International, u Zagrebu.

### "Hrvatske kockice"
Nakon 1990. godine značajnije se posvećuje projektu vizualnog identiteta Hrvatske kao nove države nastale raspadom SFRJ. Tada Ljubičić predlaže novi izgled hrvatskog novca i zastave, ali se njegovi prijedlozi ne realiziraju. Unatoč tome, Ljubičić je uporan u promidžbi svoje ideje koja hrvatski identitet stilizira do krajnosti i koristi samo dva izmjenična kvadrata kao vizualni kôd. Ideja postupno biva prihvaćena, najvećim dijelom upornim djelovanjem Ljubičića koji taj izmjenični kôd integrira u većinu svojih projekata, ali jednim dijelom i od dizajnerske struke koja prihvaća kôd i također ga počinje koristiti kao osnovu za većinu identiteta u novonastaloj Hrvatskoj državi, te jednim dijelom od same javnosti. Danas su izmjenični kvadrati ili popularno zvane "hrvatske kockice" općeprihvaćene kao najprepoznatljiviji hrvatski identitet. 
Sve knjige o nogometnom dizajnu spominju kockaste dresove hrvatske reprezentacije koja je zbog njih prepoznatljivija čak i od Brazila, iako su oni četiri puta bili svjetski prvaci. Paradoksalan je podatak da su se u međuvremenu sve hrvatske reprezentacije u ostalim sportovima odrekle kockastih dresova, za razliku od navijača koji su redovito u takvim majicama. Obično kažem kako se, kad nastupa Hrvatska, na igralištu nalaze krivi dresovi, a na tribinama pravi.

### Prosvjetiteljska uloga
Boris Ljubičić je dugi niz godina prisutan u javnom životu i bavi se prosvjetiteljskom ulogom u pitanjima dizajna. Sudjelovao je u formiranju Studija dizajna pri Arhitektonskom fakultetu u Zagrebu, te niz godina radio kao profesor na tom fakultetu. Osim toga, bio je i pokretač ideje o Hrvatskom dizajn centru kao bitne udruge koja povezuje hrvatske dizajnere, hrvatsko gospodarstvo i Vladu. Ljubičić je također bio i predsjednik Hrvatskog dizajnerskog društva od 2003. do 2005. godine.
Često organizira predavanja kojima je tema hrvatski identitet, te kroz svoje djelovanje objašnjava značaj nacionalnog identiteta. Za razliku od ostalih grafičkih dizajnera, Boris Ljubičić je nerijetko spreman svoje mišljenje i radove prikazati i pomoću performansa – hodanje gradom s napola obrijanom bradom, tiskanje majica s porukama ili pojavljivanje u medijima s projektima kao komentarima društvene situacije. Šokantniji pristup koji nužno uključuje publicitet značajan je i za njegove novije radove (odbijeni plakat za Međunarodni dan muzeja 2003. godine).
Ljubičić je također poznat po svesrdnom korištenju najpoznatije dvije vrste pisma – Helvetica i Times, te za razliku od ostalih hrvatskih dizajnera gotovo da u svim svojim radovima inzistira na tim klasičnim pismima, koja, kombinirana s kvadratima, čine njegov specifičan rukopis. Radovi Borisa Ljubičića jedinstveni su po značaju, jer za razliku od većine dizajnera, Ljubičić ne pristupa problemima komercijalno nego umjetnički, razlažući pojedine zadatke na često neočekivane sastavne dijelove, koristeći svoju kreativnost i osebujnost. 
Dobitnik je brojnih međunarodnih nagrada i priznanja, a njegovi su radovi i tekstovi objavljeni u mnogim prestižnim dizajnerskim izdanjima u svijetu. Član je ULUPUH-a i HDD-a.

## Značajnije nagrade i priznanja
- Bijenale industrijskog dizajna BIO, Ljubljana, Slovenija, 1971., 1977., 1979., 1981. – zlatne medalje
- 8. međunarodni bijenale postera u Varšavi, Poljska, 1980. – srebrna medalja
- Međunarodni bijenale postera u Lahtiju, Finska, 1981. – srebrna medalja
- Međunarodni trijenale grafičkog dizajna i vizualnih komunikacija Zgraf 4, Zagreb, 1984. – Grand Prix
- Media Save, 1991. UNESCO / ICCROM – 1. nagrada
- Bijenale grafičkog dizajna u Brnu, Češka, 1994. – brončana medalja
- 74. godišnja izložba Art Director's kluba u New Yorku, SAD, 1995. – posebno priznanje
- Međunarodni trijenale grafičkog dizajna i vizualnih komunikacija Zgraf 4, Zagreb, 1995. – specijalna nagrada
- Međunarodni trijenale postera u Nagoyi, Japan, 1997. – srebrna medalja
- EXPO '98 u Lisabonu, Portugal, 1998. – najbolji turistički plakat
- Festoril '99 u Lisabonu, Portugal, 1999. – pobjednik
- Red Dot nagrada, u kategoriji Communication design, Essen, Njemačka, 2001. – nagrada Best of the Best
- Bijenale industrijskog dizajna BIO, Ljubljana, Slovenija, 2004. – častna pohvala
- Red Dot nagrada, u kategoriji Communication design, Essen, Njemačka, 2004.
- Časopis HOW Design, 2005. – nagrada Best of Show
- Winners Aplied Art u Torontu, 2006.
- 9. međunarodni bijenale postera u Meksiku, 2006. – srebrna medalja
- Red Dot nagrada, u kategoriji Communication design, Essen, Njemačka, 2006.
- Graphis Poster 2007. – platinasta nagrada
- Creativity Annual Awards – srebrna nagrada
- Godišnja nagrada časopisa Graphis, 2008. – zlatna nagrada
- Zagrebački salon 2011. za djelo Baščanska ploča[6]
- Nagrada Hrvatskog dizajnerskog društva za životno djelo (2023.)[7]

## Značajniji radovi
- Mediteranske igre, 1979.  Arhivirana inačica izvorne stranice od 14. siječnja 2007. (Wayback Machine)
- Muzički biennale Zagreb  Arhivirana inačica izvorne stranice od 16. studenoga 2008. (Wayback Machine)
- Dubrovačke ljetne igre
- [neaktivna poveznica]
- Prvenstvo Europe u atletici, Split, 1990.
- Znak za Hrvatsku radioteleviziju
- Zagrebački Velesajam  Arhivirana inačica izvorne stranice od 4. ožujka 2006. (Wayback Machine)
- Hrvatska turistička zajednica
- Leksikografski zavod Miroslav Krleža  Arhivirana inačica izvorne stranice od 16. srpnja 2007. (Wayback Machine)
- Muzej za umjetnost i obrt  Arhivirana inačica izvorne stranice od 21. ožujka 2007. (Wayback Machine)
- Ministarstvo vanjskih poslova i europskih integracija Republike Hrvatske
- Ministarstvo kulture RH
- Muzejski dokumentacijski centar  Arhivirana inačica izvorne stranice od 1. srpnja 2007. (Wayback Machine)
- Dizajn boca za SMS, 2003.  Arhivirana inačica izvorne stranice od 20. listopada 2007. (Wayback Machine)
- Optima telekom[neaktivna poveznica]
- NAIVA, Hrvatski muzej naivne umjetnosti  Arhivirana inačica izvorne stranice od 11. lipnja 2007. (Wayback Machine)
- Hrvatski skijaški savez
- Ekonerg – Institut za energetiku i zaštitu okoliša  Arhivirana inačica izvorne stranice od 24. lipnja 2007. (Wayback Machine)

## Vanjske poveznice
- Web stranica Studija International  Arhivirana inačica izvorne stranice od 25. lipnja 2008. (Wayback Machine)
- Biografija i neki od radova na stranici HDD-a
- Biografija i neki od radova na stranici ULUPUH-a  Arhivirana inačica izvorne stranice od 11. listopada 2008. (Wayback Machine)
- Boris Ljubičić Hrvatska tehnička enciklopedija, portal hrvatske tehničke baštine. LZMK